# نموذج كيوبلر روس

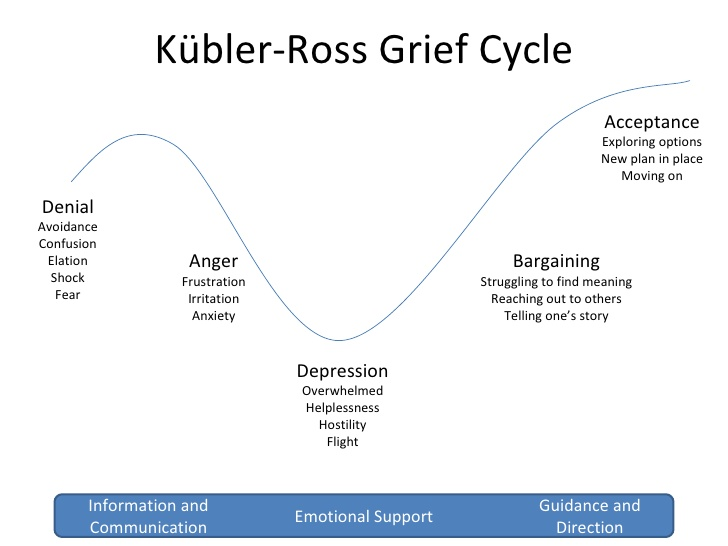

نموذج كيوبلر روس المعروف بـِ مراحل الحزن الخمسة (بالإنجليزية: Kübler-Ross model, Five Stages of Grief) هوَ نموذَج يَصِف خمس مراحِل للطريقة التي بتعامَل الإنسان مع الحزن الناتِج عن المصائب، خاصّة لو كان الشخص قد شُخّص بمرض قاتل أو عانى من خسارةٍ كارثية.
عرضت النموذج للمرة الأولى طبيبة النفس السويسرية إليزابيث كوبلر روس في كتابها الصادر عام 1969 تحت اسم عن الموت والوفاة، والتي استوحتها من عملها مع مرضى العضال. وقد وجه الكتاب الوعي العام إلى أهمية التعامل بحساسية أكثر مع الأفراد المصابين بالأمراض القاتلة.

## مراحل الصدمة النفسية الخمسة
- الإِنكار -- «أنا بخير»، «لا يمكن أن يحدث هذا، ليس لي.»: الإنكار عادة ما يكون مجرد دفاع مؤقت للفرد. هذا الشعور عامة يُستبدل بالوعي الشديد بالمواقف والأفراد التي سَتُترك بعد الموت.
- الغضب -- «لِمَ أنا؟ هذا ليس عدلًا»، «كيف يحدث هذا لي؟»، «من المَلُومُ على ذلك؟»: ما أن يدخل الفرد المرحلة الثانية حتى يدرك أن الإنكار لا يمكن أن يستمر، بسبب الغضب الذي ينتاب الفرد يصبح من الصعب جداً رعايته لما يكنه من مشاعر ثورة وحسد.
- المساومة -- «فقط دعني أعيش لرؤية أطفالي يكبرون.»، «سأفعل أي شيء من أجل أن تعود لي»: المرحلة الثالثة تحتوي على الأمل بأن الفرد يمكنه فعل أي شيء لتأجيل الموت أو الفقد. عادة ما تتم المفاوضة مع قوى عليا (الإله مثلاً).
- الاكتئاب -- «سأموت على أي حال، ما الفائدة من أي شيء سأفعله؟»، «لقد رحلت\رحل، لماذا أستمر بعده\بعدها؟»: يبدأ الفرد في المرحلة الرابعة في فهم حتمية الموت\الفقد ولهذا يصبح المرء أكثر صمتاً ويرفض مقابلة الزوار ويمضي الكثير من الوقت في البكاء. تسمح هذا المرحلة للفرد بقطع نفسه عن الأشياء\ الأشخاص المحبوبة له. من غير المنصوح به أن تتم محاولة إبهاج الفرد الذي يمر بهذه الحالة لأنها حالة يجب أن يمر بها ويتعامل معها.
- التقبل -- «ما حدث حدث ويجب أن أكمل الطريق»، «لا فائدة من المقاومة، من الأفضل أن استعد لما سيأتي»: تمد المرحلة الأخيرة الفرد بشعور من السلام والتفهم للفقد الذي حدث \القادم. عامة سيفضل الفرد في هذه المرحلة أن يُترك وحيداً، بالإضافة لذلك قد تنعدم لديه مشاعر الألم، وتعد هذه المرحلة نهاية الصراع مع الفقد.

### مقالات ذات صلة
- الحزن
- الغضب
- الاكتئاب